# Darren Holloway
Darren Holloway (sinh ngày 3 tháng 10 năm 1977 tại Bishop Auckland, Anh) là một cầu thủ bóng đá đã giải nghệ. Ông từng thi đấu cho các câu lạc bộ gồm Bradford City (ghi 1 bàn vào lưới Hull), Wimbledon, Scunthorpe United (ghi 1 bàn vào lưới Yeovil), Sunderland và Darlington (ghi 1 bàn vào lưới Lincoln City). Năm tháng 10 năm 2008, ông gia nhập Gateshead, không được thi đấu kể từ khi bị Darlington giải phóng cuối mùa giải 2006–07.
Ông bị Gateshead giải phóng sau mùa giải 2008–09.